# Liste der Kulturdenkmale in Bahretal

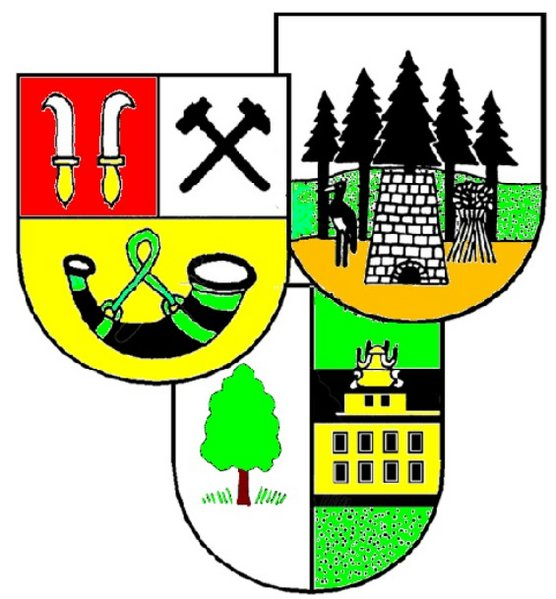
Wappen der Gemeinde Bahretal

Die Liste der Kulturdenkmale in Bahretal enthält die Kulturdenkmale in Bahretal.
Die Anmerkungen sind zu beachten.
Diese Liste ist eine Teilliste der Liste der Kulturdenkmale im Landkreis Sächsische Schweiz-Osterzgebirge. 

Diese Liste ist eine Teilliste der Liste der Kulturdenkmale in Sachsen.

## Legende
- Bild: Bild des Kulturdenkmals, ggf. zusätzlich mit einem Link zu weiteren Fotos des Kulturdenkmals im Medienarchiv Wikimedia Commons. Wenn man auf das Kamerasymbol klickt, können Fotos zu Kulturdenkmalen aus dieser Liste hochgeladen werden:
- Bezeichnung: Denkmalgeschützte Objekte und ggf. Bauwerksname des Kulturdenkmals
- Lage: Straßenname und Hausnummer oder Flurstücknummer des Kulturdenkmals. Die Grundsortierung der Liste erfolgt nach dieser Adresse. Der Link (Karte) führt zu verschiedenen Kartendiensten mit der Position des Kulturdenkmals. Fehlt dieser Link, wurden die Koordinaten noch nicht eingetragen. Sind diese bekannt, können sie über ein Tool mit einer Kartenansicht einfach nachgetragen werden. In dieser Kartenansicht sind Kulturdenkmale ohne Koordinaten mit einem roten bzw. orangen Marker dargestellt und können durch Verschieben auf die richtige Position in der Karte mit Koordinaten versehen werden. Kulturdenkmale ohne Bild sind an einem blauen bzw. roten Marker erkennbar.
- Datierung: Baubeginn, Fertigstellung, Datum der Erstnennung oder grobe zeitliche Einordnung entsprechend des Eintrags in der sächsischen Denkmaldatenbank
- Beschreibung: Kurzcharakteristik des Kulturdenkmals entsprechend des Eintrags in der sächsischen Denkmaldatenbank, ggf. ergänzt durch die dort nur selten veröffentlichten Erfassungstexte oder zusätzliche Informationen
- ID: Vom Landesamt für Denkmalpflege Sachsen vergebene, das Kulturdenkmal eindeutig identifizierende Objekt-Nummer. Der Link führt zum PDF-Denkmaldokument des Landesamtes für Denkmalpflege Sachsen. Bei ehemaligen Kulturdenkmalen können die Objektnummern unbekannt sein und deshalb fehlen bzw. die Links von aus der Datenbank entfernten Objektnummern ins Leere führen. Ein ggf. vorhandenes Icon  führt zu den Angaben des Kulturdenkmals bei Wikidata.

## Borna
| Bild                                    | Bezeichnung                                                                 | Lage                 | Datierung                         | Beschreibung | ID       |
| --------------------------------------- | --------------------------------------------------------------------------- | -------------------- | --------------------------------- | --- | -------- |
| Direkt Bild zu diesem Denkmal hochladen | Denkmalschutzgebiet Borna                                                   | (Borna) (Karte)      |                                   | Denkmalschutzgebiet Borna | 09300008 |
| Weitere Bilder                          | Sachgesamtheit Kalköfen und Kalkabbau Bahretal                              | Borna - (Karte)      | 1842                              | Sachgesamtheit Kalköfen und Kalkabbau Bahretal mit den Einzeldenkmalen im OT Borna: Ofen 5 des ehem. Kalkwerks Borna, Schachtofen mit Mischfeuerung (Kalkstein und Koks) (Einzeldenkmal ID-Nr. 09304237), Reste des Kalkofens „Jentzsch-Schneller“ (Einzeldenkmal ID-Nr. 09304306), Kalkwerk Heschel mit Leuschke-Steinbruch (Einzeldenkmal ID-Nr. 09304307) und mit den Sachgesamtheitsbestandteilen im OT Friedrichswalde – ID-Nr. 09304238, im OT Nentmannsdorf – ID-Nr. 09304240 und im OT Ottendorf ID-Nr. 09304304 – regional bedeutende Sachgesamtheit technischer Denkmale von exemplarischem Wert. | 09304236 |
| Weitere Bilder                          | Ofen 5 des ehem. Kalkwerks Borna (Einzeldenkmal zu ID-Nr. 09304236)         | Borna - (Karte)      | um 1873                           | Einzeldenkmal der Sachgesamtheit Kalköfen und Kalkabbau Bahretal: Ofen 5 des ehem. Kalkwerks Borna: Schachtofen mit Mischfeuerung (Kalkstein und Koks) zum kontinuierlichen Betrieb (gleichzeitiges Abziehen und Nachfüllen), einzig erhaltener Schachtofen des Gebietes; zunächst zur Herstellung von Düngekalk, später auch für Baukalk genutzt. Der ursprüngliche Ofen stellte gegenüber den sonst im Gebiet vorherrschenden „Kalkschnellern“ eine Weiterentwicklung hinsichtlich Kapazität und Rationalisierung dar – während es zuvor lediglich bäuerliche Kleinbetriebe gab, begann hier die kapitalintensive Industrialisierung des Kalkgewerbes in der Region; der Ausbau 1927 bedeutete eine weitere Steigerung von Produktivität und Effektivität, wobei das nachträgliche Aufsetzen des Schornsteins zur Verbesserung des Zuges ein charakteristisches Merkmal darstellt; die Beschickung erfolgte über eine Bühne, per Lorenbahn und Schrägaufzug (Wiederherstellung vorgesehen). Entstehungszeit um 1873 (Kalkwerk Lotze), ausgebaut 1927 (Paul Uhlig/Paul Friese), in Betrieb bis 1964 (Kalkwerk Borna); restauriert 2009–2011. | 09304237 |
| Weitere Bilder                          | Kursächsische Postmeilensäule (Einzeldenkmal zu ID-Nr. 09304826)            | Borna - (Karte)      | 1729                              | Kopie (2012) eines Viertelmeilensteins, verkehrsgeschichtlich von Bedeutung, Original bez. 1729. | 09307192 |
| Direkt Bild zu diesem Denkmal hochladen | Reste des Kalkofens „Jentzsch-Schneller“ (Einzeldenkmal zu ID-Nr. 09304236) | Borna - (Karte)      | nach 1842                         | Einzeldenkmal der Sachgesamtheit Kalköfen und Kalkabbau Bahretal: Reste des Kalkofens „Jentzsch-Schneller“ auf der Flur Borna, ehemaliger Kalkschneller mit vier Brandtrichtern – orts- und technikgeschichtlich von Bedeutung. | 09304306 |
| Direkt Bild zu diesem Denkmal hochladen | Kalkwerk Heschel mit Leuschke-Steinbruch (Einzeldenkmal zu ID-Nr. 09304236) | Borna - (Karte)      | 1887                              | Einzeldenkmal der Sachgesamtheit Kalköfen und Kalkabbau Bahretal: Kalkwerk Heschel mit Leuschke-Steinbruch auf der Flur Borna, Kalkschneller mit 3 Brandtrichtern – orts- und technikgeschichtlich von Bedeutung. | 09304307 |
|                                         | Kirche und Kirchhof Borna                                                   | Borna - (Karte)      | 1753                              | Kirche Borna mit Kirchenausstattung, Kirchhof und Einfriedungsmauer, drei Grabmale und Leichenhalle – kleine Saalkirche, schlichter Putzbau mit schmalen hohen Korbbogenfenstern, Turm mit geschweifter Haube, baugeschichtlich und ortsgeschichtlich von Bedeutung. | 09221810 |
|                                         | Zwei Wohnstallhäuser und Scheune eines ehem. Vierseithofes                  | Borna 1 (Karte)      | Schlussstein bez. 1779            | Südliches Wohnstallhaus, östliches Wohnstallhaus und nördliche Scheune eines ehem. Vierseithofes sowie Brunnen im Hof und Hofmauer mit Pforte und Tor – baugeschichtlich und ortsbildprägend von Bedeutung. Ehem. Vierseithof (2. Scheune Ruine), Wohnstallhaus im Portalschlussstein bezeichnet, Scheune mit Durchfahrt, Tor mit Schlussstein. | 09221805 |
| Weitere Bilder                          | Zwei Wohnstallhäuser eines Dreiseithofes sowie Milchkühlhaus                | Borna 2 (Karte)      | bez. 1788                         | Südliches und westliches Wohnstallhaus eines Dreiseithofes sowie Hofmauer mit Pforte und Tor, vor dem Anwesen Milchkühlhaus: südliches Wohnstallhaus Obergeschoss Fachwerk, westliches Wohnstallhaus Bruchstein, baugeschichtlich und ortsbildprägend von Bedeutung. Hofmauer mit Pforte und Tor, beide mit Schlusssteinen, beide vermauert. | 09221807 |
| Direkt Bild zu diesem Denkmal hochladen | Wohnhaus und Seitengebäude eines Bauernhofes                                | Borna 9c; 10 (Karte) | um 1880                           | Wohnhaus und Seitengebäude eines Bauernhofes sowie vorgelagerte Stützmauer mit zweiläufiger Treppe – baugeschichtlich und straßenbildprägend von Bedeutung. Wohnhaus mit Eingangsverdachung mit Inschriftentafel. | 09227023 |
|                                         | Wohnhaus in offener Bebauung                                                | Borna 11 (Karte)     | um 1900                           | Haus mit Anklängen an den Schweizerstil, baugeschichtlich und straßenbildprägend von Bedeutung. | 09221816 |
| Direkt Bild zu diesem Denkmal hochladen | Wohnstallhaus, zwei Seitengebäude und Scheune eines Vierseithofes           | Borna 14 (Karte)     | 18. Jh.                           | Westliches Wohnstallhaus, zwei Seitengebäude im Winkel und südliche Scheune eines Vierseithofes – baugeschichtlich, sozialgeschichtlich und ortsbildprägend von Bedeutung. | 09227022 |
| Direkt Bild zu diesem Denkmal hochladen | Zwei Wohnstallhäuser und zwei Scheunen eines Vierseithofes                  | Borna 16 (Karte)     | bez. 1806 (2. Wohnhaus verändert) | baugeschichtlich und ortsbildprägend von Bedeutung. Wohnstallhaus im Türsturz bezeichnet 1912, 2. Wohnstallhaus aufgestockt und umgebaut, zwei Korbbogentüren, eine bezeichnet 1806, eine Scheune mit Durchfahrt. | 09221813 |
| Direkt Bild zu diesem Denkmal hochladen | Wohnstallhaus, Seitengebäude und Scheune eines Dreiseithofes                | Borna 17 (Karte)     | bez. 1818                         | Westliches Wohnstallhaus, östliches Seitengebäude mit nördlichem Anbau und südliche Scheune und eines Dreiseithofes, mit Taubenschlag und Torpfeilern mit schmiedeeisernem Tor – baugeschichtlich, sozialgeschichtlich und ortsbildprägend von Bedeutung. Schöne Gesamtanlage, Wohnstallhaus zwei Korbbogentüren, eine bezeichnet 1818, Scheune mit Durchfahrt, Seitengebäude bezeichnet 1783 und 1991,Taubenschlag mit geschweifter Haube, Torpfeilern mit schmiedeeisernem Tor bezeichnet 1907. | 09221811 |
|                                         | Wohnstallhaus, Seitengebäude und Scheune eines Dreiseithofes                | Borna 19 (Karte)     | um 1800                           | Südliches Wohnstallhaus, westliches Seitengebäude und östliche Scheune eines Dreiseithofes – baugeschichtlich und ortsbildprägend von Bedeutung. Scheune mit Inschrift: „Den 26. Juli 1895 d. Blitz zerstört. Erbauet 1895–1896 von Robert Köhler“. | 09221806 |
| Direkt Bild zu diesem Denkmal hochladen | Wohnstallhaus, Seitengebäude und Scheune eines Dreiseithofes                | Borna 21 (Karte)     | 2. Hälfte 19. Jh.                 | Westliches Wohnstallhaus, östliches Seitengebäude und südliche Scheune (mit Durchfahrt) eines Dreiseithofes – baugeschichtlich und ortsbildprägend von Bedeutung. Inschrift im Schlussstein unleserlich, zweite Scheune bezeichnet 1930. | 09221804 |

## Friedrichswalde
| Bild                                    | Bezeichnung | Lage                               | Datierung                    | Beschreibung | ID       |
| --------------------------------------- | --- | ---------------------------------- | ---------------------------- | --- | -------- |
| Direkt Bild zu diesem Denkmal hochladen | Sachgesamtheitsbestandteil Kalköfen und Kalkabbau Bahretal im OT Friedrichswalde: Hafftmanns Ofen, zuvor »Kayser’s Schneller« (ID-Nr. 09304236) | Friedrichswalde (Karte)            | 1. H. 19. Jh., Kern 19. Jh.  | Sachgesamtheitsbestandteil Kalköfen und Kalkabbau Bahretal mit folgendem Einzeldenkmal im OT Friedrichswalde: Hafftmanns Ofen, zuvor »Kayser’s Schneller« - technisches Denkmal einer Sachgesamtheit von exemplarischen Wert. | 09304238 |
| Direkt Bild zu diesem Denkmal hochladen | Einzeldenkmal im OT Friedrichswalde: Hafftmanns Ofen, zuvor »Kayser’s Schneller« (Einzeldenkmal zu ID-Nr. 09304238)                             | Friedrichswalde (Karte)            | 1. H. 19. Jh., Kern 19. Jh.  | Sachgesamtheitsbestandteil Kalköfen und Kalkabbau Bahretal mit folgendem Einzeldenkmal im OT Friedrichswalde: Hafftmanns Ofen, zuvor »Kayser’s Schneller« - technisches Denkmal einer Sachgesamtheit von exemplarischen Wert. | 09304239 |
|                                         | Kirche und Kirchhof Friedrichswalde | Friedrichswalde - (Karte)          | bez. 1566                    | Kirche Friedrichswalde mit Kirchenausstattung, Kirchhof und Einfriedung, ein Grabmal, eine Grabanlage und Denkmal für die Gefallenen des Ersten Weltkrieges – Saalkirche mit Polygonchor und Westturm, Strebepfeiler bezeichnet, baugeschichtlich und ortsgeschichtlich von Bedeutung. | 09224254 |
|                                         | Gasthaus in Ecklage | Friedrichswalde 1 (Karte)          | Ende 19. Jh.                 | Putzbau mit Stockgesimsen und Fensterverdachungen, Walmdach, baugeschichtlich und straßenbildprägend von Bedeutung. | 09224260 |
| Direkt Bild zu diesem Denkmal hochladen | Schule mit Stützmauer | Friedrichswalde 32 (Karte)         | bez. 1865                    | erhöht gelegenes Schulgebäude, schlichter Putzbau mit Walmdach, ortsgeschichtlich von Bedeutung. Konsolgesims, über der Tür bezeichnet. | 09224256 |
| Direkt Bild zu diesem Denkmal hochladen | Pfarrhof mit Pfarrhaus und Seitengebäude | Friedrichswalde 34; 36 (Karte)     | bez. 1829                    | Pfarrhof mit Pfarrhaus (Nr. 34) und Seitengebäude (Nr. 36), dazu Handschwengelpumpe und Hofmauer mit Toreinfahrt – Pfarrhaus Putzbau mit Krüppelwalmdach, Korbbogentür bezeichnet, Seitengebäude Obergeschoss zum Teil Fachwerk, dazu Handschwengelpumpe und Hofmauer mit zwei Torpfeilern und Holztor, Sonnenuhr an der Ecke des Wohnhauses, baugeschichtlich und ortsgeschichtlich von Bedeutung. | 09224255 |
|                                         | Villa, Wohnstallhaus und Seitengebäude | Friedrichswalde 35; 37; 39 (Karte) | Ende 19. Jh.                 | Villa (Nr. 35), westliches Wohnstallhaus (ohne Anbau, Nr. 39) und südliches Seitengebäude (zu Nr. 37) eines Bauernhofes, Stütz- und Einfriedungsmauer, dazu Hofmauer mit Tor und zwei Pforten sowie Garten – Wohnhaus repräsentativer Putzbau mit Eckquaderung und Eckturm, baugeschichtlich und wirtschaftsgeschichtlich von Bedeutung.                                                            | 09224261 |
| Direkt Bild zu diesem Denkmal hochladen | Wohnstallhaus, Seitengebäude und Scheune eines Dreiseithofes                                                                                    | Friedrichswalde 40 (Karte)         | bez. 1851                    | Westliches Wohnstallhaus, nördliches Seitengebäude und östliche Scheune eines Dreiseithofes, dazu Hofmauer mit zwei Torpfeilern und Pforte – Putzbauten mit Satteldächern, baugeschichtlich und wirtschaftsgeschichtlich von Bedeutung. Wohnstallhaus (über der Tür bezeichnet), Scheune mit Hocheinfahrt.                                                                                          | 09224253 |
| Direkt Bild zu diesem Denkmal hochladen | Wohnstallhaus eines ehem. Dreiseithofes | Friedrichswalde 48 (Karte)         | 18. Jh.                      | Westliches Wohnstallhaus eines ehem. Dreiseithofes mit Hofmauer, Torbogen und zwei Pforten – Wohnstallhaus Putzbau mit Giebelzier, baugeschichtlich von Bedeutung. Eine dritte Pforte zugemauert, Scheune, Handschwengelpumpe und Pflasterung Streichung 2013, Scheune baulich stark verändert und z. T. abgetragen.                                                                                | 09224252 |
| Direkt Bild zu diesem Denkmal hochladen | Sandstein-Kellertürgewände | Friedrichswalde 52 (Karte)         | bez. 1542 (Kellertürgewände) | in eine Kellertonne eingeschnitten, hausgeschichtlich von Bedeutung. | 09302723 |

## Gersdorf
| Bild                                    | Bezeichnung | Lage                      | Datierung                      | Beschreibung | ID       |
| --------------------------------------- | --- | ------------------------- | ------------------------------ | --- | -------- |
| Direkt Bild zu diesem Denkmal hochladen | Bauwerksname Rittergutspark Gersdorf; Sog. Gersdorfer Ruine; Gutspark (Gartendenkmal) des ehem. Rittergutes Gersdorf | Gersdorf (Karte)          | 18. Jh. (Gutspark)             | Gutspark (Gartendenkmal) eines ehemaligen Rittergutes, mit Grotte und Einfriedung – landschaftliche Parkanlage mit Resten der ehemaligen Einfriedung, Aussichtspunkt, Terrassierung mit Stützmauer, Wegen, Teich und Altgehölzen sowie künstliche Grottenanlage mit umgebender Bepflanzung, Schlossbau vom Gut selbst nicht mehr vorhanden, baugeschichtlich, ortsgeschichtlich und landschaftsgestaltend von Bedeutung. | 09221902 |
| Direkt Bild zu diesem Denkmal hochladen | Portal eines Wohnhauses                                                                                              | Gersdorf 12 (Karte)       | bez. 1572                      | Naturstein-Türgewände, hausgeschichtlich und handwerklich-künstlerisch von Bedeutung, rundbogig. | 09221329 |
| Direkt Bild zu diesem Denkmal hochladen | Wohnstallhaus, Seitengebäude und Scheune                                                                             | Gersdorf 13 (Karte)       | um 1800 (linkes Wohnstallhaus) | Südliches Wohnstallhaus (Nr. 13), westliches Wohnstallhaus, nördliches Seitengebäude und östliche Scheune (Nr. 13a) eines Vierseithofes – Wohnstallhäuser Putzbauten mit Satteldach, Seitengebäude Obergeschoss verbrettert, Durchfahrt mit Pfeiler, baugeschichtlich und wirtschaftsgeschichtlich von Bedeutung. | 09221330 |
| Direkt Bild zu diesem Denkmal hochladen | Wohnhaus mit seitlichem Nebengebäude                                                                                 | Gersdorf 19 (Karte)       | bez. 1807                      | Wohnhaus Putzbau mit Satteldach und Fledermausgaupe, im Schlussstein der Korbbogentür bezeichnet, baugeschichtlich und straßenbildprägend von Bedeutung. | 09221336 |
| Direkt Bild zu diesem Denkmal hochladen | Sachsenhof, Seitengebäude eines Bauernhofes                                                                          | Gersdorf 21 (Karte)       | 2. Hälfte 19. Jh.              | Westliches Seitengebäude eines Bauernhofes – baugeschichtlich von Bedeutung, bildprägend. | 09221337 |
| Direkt Bild zu diesem Denkmal hochladen | Wohnhaus in offener Bebauung                                                                                         | Gersdorf 41b (Karte)      | um 1905                        | Wohnhaus Putzbau mit Drempelzone, dort Schmuckfachwerk, Walmdach, baugeschichtlich von Bedeutung. Nebengebäude mit glasierten Dachziegeln, Nebengebäude nach Umbau zum Carport Streichung 2013. | 09221557 |
| Direkt Bild zu diesem Denkmal hochladen | Wohnstallhaus, zwei Scheunen und Torbogen eines Dreiseithofes                                                        | Gersdorf 66 (Karte)       | bez. 1803                      | Wohnstallhaus im Schlussstein der Korbbogentür bezeichnet 1803, zwei Scheunen (eine mit Durchfahrt, eine mit unleserlicher Inschrift, lt. Auskunft 1883 bezeichnet), baugeschichtlich und wirtschaftsgeschichtlich von Bedeutung. | 09221338 |
| Direkt Bild zu diesem Denkmal hochladen | Spritzenhaus | Gersdorf 66 (bei) (Karte) | bez. 1872                      | kleines frei stehendes Feuerwehrgebäude, ortsgeschichtlich von Bedeutung. | 09221339 |

## Göppersdorf
| Bild                                    | Bezeichnung                                                                                             | Lage                               | Datierung                               | Beschreibung | ID       |
| --------------------------------------- | --- | ---------------------------------- | --------------------------------------- | --- | -------- |
|                                         | Denkmalschutzgebiet Göppersdorf                                                                         | (Karte)                            |                                         | Vorschlag für ein Denkmalschutzgebiet | 09300009 |
|                                         | Sachgesamtheitsbestandteil der Sachgesamtheit Alte Dresden–Teplitzer Poststraße: Straße, OT Göppersdorf | (Karte)                            | 18. Jh.                                 | Sachgesamtheitsbestandteil der Sachgesamtheit Alte Dresden–Teplitzer Poststraße: Straße, Teilabschnitt OT Göppersdorf (Sachgesamtheitsliste ID-Nr. 09229999, Bahretal OT Niederseidewitz) – regionalgeschichtlich und verkehrsgeschichtlich von Bedeutung. | 09227034 |
| Weitere Bilder                          | Kursächsische Ganzmeilensäule                                                                           | (Karte)                            | bez. 1729                               | Kopie der Ganzmeilensäule, verkehrsgeschichtlich von Bedeutung. Die Kopie der Ganzmeilensäule (bezeichnet 1729) wurde aus Sandstein hergestellt und weist die Inschriften „AR“, „Nach Toeplitz 6 1/2 St.“ auf der einen Seite und auf der anderen Seite „Nach Dreßeden 6 St., nach Dohna 2 1/2 St.“ sowie die Reihennummer 12 (Zählung von Dresden aus) auf. Der Sockel wurde 1963, Schaft und Spitze 1986 erneuert. Als Bestandteil des oben beschriebenen Vermessungssystems kommt auch diesem Stein eine große verkehrsgeschichtliche Bedeutung zu. Sandstein, verschiedene Inschriften „AR“ „Nach Toeplitz 6 1/2 St.“ und auf der anderen Seite „Nach Dreßeden 6 St., nach Dohna 2 1/2 St.“, seitlich Reihennummer 12 angebracht. | 09224775 |
| Weitere Bilder                          | Kursächsischer Viertelmeilenstein Göppersdorf                                                           | (Karte)                            | bez. 1729                               | Kopie (2012) des Viertelmeilensteines Nr. 13 der Alten Dresden-Teplitzer Poststraße von 1729 bei Göppersdorf (Bahretal) | 09307189 |
|                                         | Wegestein                                                                                               | Göppersdorfer Straße (Karte)       | 19. Jh.                                 | erneuert, verkehrsgeschichtlich von Bedeutung. Sandstein, gedrungen mit massivem Sockel, abgesetztes Kopfteil mit pyramidalem Abschluss und Inschriften „Liebstadt 2,5 km“ (Richtungspfeil rechts), „Breitenau 6,2 km“ (Richtungspfeil rechts), „Gersdorf 3,1 km / Richtungspfeil rechts / Börnersdorf 3,2 km / Richtungspfeil / links“, erneuert. | 09224777 |
|                                         | Denkmal für die Gefallenen des Ersten und des Zweiten Weltkrieges                                       | Göppersdorfer Straße (Karte)       | bez. 1920                               | ortsgeschichtlich von Bedeutung. Block über kreuzförmigem Grundriss auf Postament, bekrönt von einem Helm auf Lorbeerkranz, bezeichnet 5. Dezember 1920. | 09224773 |
| Direkt Bild zu diesem Denkmal hochladen | Seitengebäude und Scheune eines Bauernhofes                                                             | Göppersdorfer Straße 2 (Karte)     | bez. 1904                               | Nördliches Seitengebäude und östliche Scheune eines Bauernhofes, dazu Hofmauer mit Tor – Putzbauten mit Satteldach, wirtschaftsgeschichtlich und straßenbildprägend von Bedeutung. Seitengebäude (bezeichnet 1904), dazu Hofmauer (mit Toreinfahrt, bezeichnet 1838, und Pforte), Linde vor dem Hof. | 09224761 |
| Direkt Bild zu diesem Denkmal hochladen | Wohnstallhaus, Scheune und zwei Seitengebäude eines Vierseithofes                                       | Göppersdorfer Straße 3 (Karte)     | 1. Hälfte 19. Jh. und jünger            | Wohnstallhaus, Scheune und zwei Seitengebäude eines Vierseithofes, dazu Torbogen und Teich – baugeschichtlich und ortsbildprägend von Bedeutung. Wohnstallhaus verändert, Scheune und linkes Seitengebäude jünger. | 09224760 |
|                                         | Gasthof Göppersdorf                                                                                     | Göppersdorfer Straße 6; 6b (Karte) | 1. Hälfte 19. Jh.                       | Gasthaus (Nr. 6b), Wohnstallhaus (Nr. 6), östliches Seitengebäude und nördliche Scheune (mit Durchfahrt) sowie weiteres Seitengebäude in der Hofmitte eines Vierseithofes – ehemaliges Erbgericht, baugeschichtlich, ortsgeschichtlich und straßenbildprägend von Bedeutung. | 09224774 |
| Direkt Bild zu diesem Denkmal hochladen | Auszugshaus                                                                                             | Göppersdorfer Straße 7 (Karte)     | Anfang 19. Jh. (Auszugshaus)            | Auszugshaus und Hofmauer mit Toreinfahrt und Pforte eines Bauernhofes – baugeschichtlich von Bedeutung | 09224828 |
| Direkt Bild zu diesem Denkmal hochladen | Wohnstallhaus, Seitengebäude und Scheune eines Vierseithofes                                            | Göppersdorfer Straße 8 (Karte)     | um 1850                                 | Westliches Wohnstallhaus, nördliches Seitengebäude, südliches Seitengebäude mit Tordurchfahrt und östliche Scheune eines Vierseithofes – nördliches Seitengebäude Fachwerk, baugeschichtlich und ortsbildprägend von Bedeutung. Wohnstallhaus verändert, Fachwerk-Seitengebäude mit Taubenschlag, zweites Seitengebäude mit Einfahrt zum Hof, Torbogen im Schlussstein bezeichnet, hölzernes Tor. | 09224772 |
|                                         | Alte Schule                                                                                             | Göppersdorfer Straße 9b (Karte)    | über der Tür bez. 1868                  | Schulgebäude – ortsgeschichtlich von Bedeutung | 09224771 |
| Direkt Bild zu diesem Denkmal hochladen | Wohnstallhaus und Scheune eines Zweiseithofes                                                           | Göppersdorfer Straße 12 (Karte)    | 2. Hälfte 19. Jh.                       | Wohnstallhaus und Scheune eines Zweiseithofes, dazu Hofmauer mit Toreinfahrt – baugeschichtlich und platzbildprägend von Bedeutung. Wohnstallhaus mit Türbekrönung, Scheune zum Teil verbrettert. | 09224829 |
| Direkt Bild zu diesem Denkmal hochladen | Zwei Seitengebäude eines Dreiseithofes                                                                  | Göppersdorfer Straße 13 (Karte)    | bez. 1903                               | Östliches und südliches Seitengebäude eines Dreiseithofes sowie nördliche Einfriedungsmauer mit Torbogen und Pforte – südliches Seitengebäude Inschrifttafel bezeichnet 1903, mit Durchfahrt, Torbogen im Schlussstein bezeichnet 1847, baugeschichtlich und wirtschaftsgeschichtlich von Bedeutung, strukturprägend. | 09224770 |
| Direkt Bild zu diesem Denkmal hochladen | Wohnstallhaus, Auszugshaus, Seitengebäude und Scheune eines Vierseithofes, dazu Torbogen                | Göppersdorfer Straße 14 (Karte)    | bez. 1801 (Wohnstallhaus)               | baugeschichtlich und ortsbildprägend von Bedeutung. Kastanie vor dem Hof, Wohnstallhaus mit Korbbogentür im Schlussstein bezeichnet 1801, Auszugshaus mit zwei verzierten Korbbogentüren, eine im Schlussstein bezeichnet 1830, Scheune und Seitengebäude mit Durchfahrt, Torbogen mit Schlussstein und hölzernem Tor. | 09224769 |
| Direkt Bild zu diesem Denkmal hochladen | Wohnstallhaus, Auszugshaus, Seitengebäude und Scheune eines Vierseithofes                               | Göppersdorfer Straße 16 (Karte)    | bez. 1810 (Wohnstallhaus)               | baugeschichtlich und ortsbildprägend von Bedeutung. Wohnstallhaus Korbbogentür im Schlussstein bezeichnet 1810, Auszugshaus Korbbogentür bezeichnet 1823, Scheune verbrettert | 09224768 |
| Direkt Bild zu diesem Denkmal hochladen | Wohnstallhaus, Seitengebäude und Scheune eines Dreiseithofes                                            | Göppersdorfer Straße 17 (Karte)    | um 1900                                 | Wohnstallhaus, Seitengebäude und Scheune eines Dreiseithofes, dazu Wassertrog und Hofmauer mit Toreinfahrt – Seitengebäude zum Teil verbrettert, baugeschichtlich, wirtschaftsgeschichtlich und ortsbildprägend von Bedeutung. | 09224767 |
| Direkt Bild zu diesem Denkmal hochladen | Wohnstallhaus, Auszugshaus und Seitengebäude eines Dreiseithofes                                        | Göppersdorfer Straße 20 (Karte)    | Mitte 19. Jh. (Wohnstallhaus verändert) | Wohnstallhaus, Auszugshaus (mit Durchfahrt) und Seitengebäude eines Dreiseithofes, dazu Hofmauer mit Toreinfahrt – baugeschichtlich, wirtschaftsgeschichtlich und ortsbildprägend von Bedeutung. | 09224766 |
| Direkt Bild zu diesem Denkmal hochladen | Wohnstallhaus, Scheune und Seitengebäude eines Dreiseithofes                                            | Göppersdorfer Straße 22 (Karte)    | 1. Hälfte 19. Jh.                       | baugeschichtlich, wirtschaftsgeschichtlich und ortsbildprägend von Bedeutung. Seitengebäude mit Durchfahrt, Scheune (mit Hocheinfahrt, zum Teil verbrettert). | 09224765 |
|                                         | Wohnstallhaus und Scheune eines Vierseithofes                                                           | Göppersdorfer Straße 23 (Karte)    | bez. 1910, verändert                    | Wohnstallhaus und Scheune eines Vierseithofes, dazu Toreinfahrt mit hölzernem Tor, im Hof Wasserkasten aus Sandstein – baugeschichtlich, wirtschaftsgeschichtlich und ortsbildprägend von Bedeutung. Vor dem Hof Kastanie, Wohnstallhaus über der Tür bezeichnet. | 09224764 |
| Direkt Bild zu diesem Denkmal hochladen | Wohnhaus mit angebautem Scheunenteil                                                                    | Göppersdorfer Straße 25 (Karte)    | bez. 1900                               | baugeschichtlich und ortsbildprägend von Bedeutung. Inschrifttafel bezeichnet. | 09224763 |

## Nentmannsdorf
| Bild                                    | Bezeichnung | Lage                          | Datierung            | Beschreibung | ID       |
| --------------------------------------- | --- | ----------------------------- | -------------------- | --- | -------- |
| Direkt Bild zu diesem Denkmal hochladen | Wegestein | (Flurstück 329) (Karte)       | 19. Jahrhundert      | Seltene Ausführung, verkehrsgeschichtlich von Bedeutung | 09304630 |
| Direkt Bild zu diesem Denkmal hochladen | Sachgesamtheitsbestandteil der Sachgesamtheit Kalköfen und Kalkabbau Bahretal im OT Nentmannsdorf: Kalkofen Schier (ID-Nr. 09304236) | Nentmannsdorf (Karte)         | 1856                 | Sachgesamtheitsbestandteil der Sachgesamtheit Kalköfen und Kalkabbau Bahretal mit folgendem Einzeldenkmal: Kalkofen Schier – technisches Denkmal einer Sachgesamtheit von exemplarischem Wert. | 09304240 |
| Direkt Bild zu diesem Denkmal hochladen | Einzeldenkmal im OT Nentmannsdorf: Kalkofen Schier (Einzeldenkmal zu ID-Nr. 09304240)                                                | Nentmannsdorf (Karte)         | 1856                 | Sachgesamtheitsbestandteil der Sachgesamtheit Kalköfen und Kalkabbau Bahretal mit folgendem Einzeldenkmal: Kalkofen Schier – technisches Denkmal einer Sachgesamtheit von exemplarischem Wert. | 09304241 |
| Direkt Bild zu diesem Denkmal hochladen | Wohnstallhaus, zwei Seitengebäude und Scheune eines Vierseithofes                                                                    | Nentmannsdorf 12 (Karte)      | um 1800              | Wohnstallhaus, zwei Seitengebäude (das südliche mit Sonnenuhr) und Scheune eines Vierseithofes sowie Hofmauer mit Toreinfahrt und Pforte – Putzbauten mit Krüppelwalmdächern, geschlossene Hofanlage, baugeschichtlich, wirtschaftsgeschichtlich und ortsbildprägend von Bedeutung. | 09224188 |
| Direkt Bild zu diesem Denkmal hochladen | Wohnstallhaus eines ehemaligen Bauernhofes                                                                                           | Nentmannsdorf 13 (Karte)      | bez. 1799            | breit gelagerter Putzbau mit hohem Mansardwalmdach, Korbbogentür im Schlussstein bezeichnet, baugeschichtlich, hausgeschichtlich und ortsbildprägend von Bedeutung. | 09223369 |
| Direkt Bild zu diesem Denkmal hochladen | Wohnstallhaus eines ehemaligen Bauernhofes                                                                                           | Nentmannsdorf 15; 15a (Karte) | auf Platte bez. 1800 | breit gelagerter Putzbau mit hohem Mansarddach mit Schopf, baugeschichtlich, hausgeschichtlich und ortsbildprägend von Bedeutung. Mansarddach, achtteilige Fenster. | 09224189 |
| Direkt Bild zu diesem Denkmal hochladen | Wohnhaus | Nentmannsdorf 19 (Karte)      | um 1800              | Obergeschoss Fachwerk, baugeschichtlich von Bedeutung | 09224187 |
| Direkt Bild zu diesem Denkmal hochladen | Wohnhaus | Nentmannsdorf 33 (Karte)      | vor 1800             | Obergeschoss Fachwerk, baugeschichtlich von Bedeutung | 09224186 |
| Direkt Bild zu diesem Denkmal hochladen | Wohnstallhaus und zwei Seitengebäude eines Bauernhofes                                                                               | Nentmannsdorf 44 (Karte)      | um 1800              | Nördliches Wohnstallhaus, östliches Seitengebäude und südliches Seitengebäude (ohne straßenseitigen Anbau) eines Bauernhofes – baugeschichtlich, wirtschaftsgeschichtlich und ortsbildprägend von Bedeutung. Wohnstallhaus: charakteristisches ländliches zweigeschossiges Gebäude mit straßenseitigem Giebel aus Werkstein, landschaftstypischen Sandsteingewänden und Krüppelwalmdach, baugeschichtlich bedeutsames Zeugnis der Volksbauweise um 1800, mit seinem markanten Krüppelwalmdach und dem Giebel zudem von landschaftsgestalterischem Wert (prägt Dorflandschaft bzw. Ortsbild von Nentmannsdorf). | 09220926 |
| Direkt Bild zu diesem Denkmal hochladen | Alte Schmiede | Nentmannsdorf 49 (Karte)      | bez. 1766            | Wohnhaus – ohne Scheunenanbau, Obergeschoss Fachwerk verputzt, Korbbogentür bezeichnet, baugeschichtlich und ortsgeschichtlich von Bedeutung. Giebel verbrettert. | 09224185 |
| Direkt Bild zu diesem Denkmal hochladen | Wohnstallhaus, Seitengebäude und Scheune eines Dreiseithofes                                                                         | Nentmannsdorf 51 (Karte)      | 19. Jh.              | Nördliches Wohnstallhaus, östliches Seitengebäude und südliche Scheune eines Dreiseithofes sowie Hofmauer mit vermauertem Bogen, Hofpflasterung aus Granitsteinen und obere Einfahrt mit Pfeilern – baugeschichtlich, wirtschaftsgeschichtlich und ortsbildprägend von Bedeutung, originale Fenster, mit Fensterverdachungen. | 09223370 |
| Direkt Bild zu diesem Denkmal hochladen | Wohnhaus | Nentmannsdorf 58 (Karte)      | 1. Hälfte 19. Jh.    | Obergeschoss Fachwerk verbrettert, baugeschichtlich von Bedeutung. | 09224190 |

## Niederseidewitz
| Bild                                    | Bezeichnung                                                               | Lage                         | Datierung                      | Beschreibung | ID       |
| --------------------------------------- | ------------------------------------------------------------------------- | ---------------------------- | ------------------------------ | --- | -------- |
|                                         | Sachgesamtheit Alte Dresden-Teplitzer Poststraße                          | Niederseidewitz (Karte)      | 18. Jh. (Straße)               | Alte Dresden-Teplitzer Poststraße mit folgenden Sachgesamtheitsteilen: Gemeinde Bad Gottleuba-Berggießhübel – OT Breitenau (ID-Nr. 09227035) und OT Börnersdorf (ID-Nr. 09302534), Gemeinde Bahretal – OT Göppersdorf (ID-Nr. 09227034), Gemeinde Liebstadt – OT Herbergen (ID-Nr. 09227033) und Gemeinde Altenberg – OT Fürstenwalde (ID-Nr. 09278924 und ID-Nr. 09279071) und OT Liebenau (ID-Nr. 09279070); regionalgeschichtlich und verkehrsgeschichtlich von Bedeutung. | 09229999 |
|                                         | Kursächsische Postmeilensäule                                             | Niederseidewitz (Karte)      | bez. 1729 (Viertelmeilenstein) | Kursächsische Postmeilensäulen (Sachgesamtheit). Postmeilensäule; Viertelmeilenstein, Sandsteinblock mit Aufsatz, verkehrsgeschichtlich von Bedeutung. | 09224194 |
|                                         | Kursächsische Postmeilensäule                                             | Niederseidewitz (Karte)      | bez. 1729 (Viertelmeilenstein) | Kursächsische Postmeilensäulen (Sachgesamtheit). Postmeilensäule; Kopie einer Halbmeilensäule, verkehrsgeschichtlich von Bedeutung. Kursächsische Halbmeilensäule aus Sandstein mit verschiedenen Inschriften „Dreßden 5 St., Toeplitz 7 ½ St.“, „1729“ Posthornzeichen vergoldet, seitlich ist die Reihennummer 10 angebracht. Die Säule gehörte zur Alten Dresden -Teplitzer Poststraße, 1967/68 restauriert, Kopfstück und Sockel ergänzt. Anmerkung: Jetzt am neuen Standort Oberseidewitz (Bushaltestelle Viehanlage). | 09224192 |
|                                         | Gasthof »Kalte Ruhe«                                                      | Niederseidewitz 1 (Karte)    | spätes 18. Jh.                 | Gasthof und Toreinfahrt – Putzbau mit Korbbogenportal und Krüppelwalmdach, baugeschichtlich, ortsgeschichtlich und ortsbildprägend von Bedeutung. | 09227017 |
| Direkt Bild zu diesem Denkmal hochladen | Wohnstallhaus, Seitengebäude und Scheune eines Dreiseithofes              | Niederseidewitz 2 (Karte)    | um 1850                        | Wohnstallhaus, Seitengebäude und Scheune eines Dreiseithofes, dazu Hofmauer mit Einfahrtspfeilern – Putzbauten mit Natursteingewänden, Seitengebäude mit Giebelzier, Satteldächer, baugeschichtlich und wirtschaftsgeschichtlich von Bedeutung. | 09227013 |
| Direkt Bild zu diesem Denkmal hochladen | Wohnstallhaus und Seitengebäude eines Bauernhofes                         | Niederseidewitz 3 (Karte)    | nach 1850                      | Nördliches Wohnstallhaus mit hinterem Anbau und westliches Seitengebäude eines Bauernhofes – Putzbauten mit Satteldach, Wohnstallhaus im Wohnteil mit Drempel, baugeschichtlich und wirtschaftsgeschichtlich von Bedeutung. Stall mit alten Gewölben und paarigen Mittelsäulen, alter Ortskern von Niederseidewitz. | 09227011 |
| Direkt Bild zu diesem Denkmal hochladen | Seitengebäude eines Vierseithofes                                         | Niederseidewitz 5 (Karte)    | Anfang 19. Jh.                 | Westliches Seitengebäude eines Vierseithofes sowie Hofpflasterung – mit Wohn-, Stall- und Wirtschaftsteil, Hofpflasterung aus kleinen Granitsteinen, baugeschichtlich von Bedeutung. Giebel mit Palladio-Motiv und Palmetten, alter Ortskern von Niederseidewitz. | 09227012 |
| Direkt Bild zu diesem Denkmal hochladen | Spritzenhaus                                                              | Niederseidewitz 9 (Karte)    | 19. Jh.                        | ortsgeschichtlich von Bedeutung | 09227015 |
| Weitere Bilder                          | Eulmühle                                                                  | Niederseidewitz 13 (Karte)   | 1713 (Stallgebäude)            | Wohnhaus, Scheune und Funktionsgebäude, dazu Torpfeiler, Mühlgraben und alte Mühlentechnik – Wohnhaus, Scheune mit angebautem Stallteil und Funktionsgebäude, dazu Torpfeiler, Mühlgraben und alte Mühlentechnik – Getreidemühle, Stallgebäude mit Fachwerkgiebel und Türschlussstein bezeichnet 1713, Funktionsgebäude Türsturz bezeichnet 1822, Mühlgraben bezeichnet 1711, ortsgeschichtlich von Bedeutung. Schlussstein am Mühlgraben vermutlich vom Wohnhaus hierher versetzt, alte Technik vorhanden. | 09224193 |
| Direkt Bild zu diesem Denkmal hochladen | Wohnstallhaus, Auszugshaus, Scheune und Seitengebäude eines Vierseithofes | Niederseidewitz 14 (Karte)   | um 1800                        | Westliches Wohnstallhaus, südliches Auszugshaus, östliche Scheune und daran rechtwinklig angebautes Seitengebäude eines Vierseithofes – baugeschichtlich und wirtschaftsgeschichtlich von Bedeutung. Wohnstallhaus: massiv, zweigeschossig, Walmdach, drei Korbbogenportale, eines davon teilweise vermauert, klare axiale Fassadengliederung von zwei vergrößerten Fensteröffnungen gestört, vermutlich im Innern noch Stallgewölbe, Scheune mit eindrucksvoll gestaltetem Giebel, baugeschichtlich bedeutsames Zeugnis der ländlichen Architektur um 1800 und des späten 19. Jh., alter Ortskern von Zwirtzschkau – ortsgeschichtlich von Belang. | 09224934 |
| Direkt Bild zu diesem Denkmal hochladen | Wohnstallhaus eines Bauernhofes                                           | Niederseidewitz 16 (Karte)   | Ende 19. Jh.                   | Putzbau mit Drempel, Satteldach, baugeschichtlich von Bedeutung. Ortslage Oberseidewitz. | 09227018 |
| Direkt Bild zu diesem Denkmal hochladen | Rundteil                                                                  | Niederseidewitz 26/4 (Karte) | 18. Jh.                        | Historischer Rastplatz – alter, von Linden umstandener Rastplatz, verkehrsgeschichtlich von Bedeutung. | 09224195 |

## Ottendorf
| Bild                                    | Bezeichnung | Lage                                 | Datierung           | Beschreibung | ID       |
| --------------------------------------- | --- | ------------------------------------ | ------------------- | --- | -------- |
| Direkt Bild zu diesem Denkmal hochladen | Straßenbrücke über den Bahrebach | (Flurstück 360/1) (Karte)            | Bezeichnet mit 1885 | Sandsteinbogen, baugeschichtlich von Bedeutung | 09224259 |
| Direkt Bild zu diesem Denkmal hochladen | Sachgesamtheitsbestandteil der Sachgesamtheit Kalköfen und Kalkabbau Bahretal im OT Ottendorf: Von Carlowitz’scher Kalkofen (Kalkschneller) (ID-Nr. 09304236) | Ottendorf (Karte)                    | um 1800             | Sachgesamtheitsbestandteil der Sachgesamtheit Kalköfen und Kalkabbau Bahretal mit folgendem Einzeldenkmal im OT Ottendorf: Von Carlowitz’scher Kalkofen (Kalkschneller) auffälliger Standort an der Straße, technisches Denkmal einer Sachgesamtheit von exemplarischem Wert. | 09304304 |
| Direkt Bild zu diesem Denkmal hochladen | Einzeldenkmal im OT Ottendorf: Von Carlowitz’scher Kalkofen (Kalkschneller) (Einzeldenkmal zu ID-Nr. 09304304)                                                | Ottendorf (Karte)                    | um 1800             | Sachgesamtheitsbestandteil der Sachgesamtheit Kalköfen und Kalkabbau Bahretal mit folgendem Einzeldenkmal im OT Ottendorf: Von Carlowitz’scher Kalkofen (Kalkschneller) auffälliger Standort an der Straße, technisches Denkmal einer Sachgesamtheit von exemplarischem Wert. | 09304305 |
| Direkt Bild zu diesem Denkmal hochladen | Friedhof Ottendorf | Ottendorf - (Karte)                  | 4. Viertel 19. Jh.  | Kapelle und Aufbahrungshaus des Friedhofs sowie Friedhofsmauer – ortsgeschichtlich von Bedeutung. | 09224240 |
| Direkt Bild zu diesem Denkmal hochladen | Sachgesamtheit Rittergut Ottendorf mit mehreren Einzeldenkmalen sowie Gutspark (Gartendenkmal)                                                                | Ottendorf 29; 31; 42; 43; 45 (Karte) | 17.–19. Jh.         | Sachgesamtheit Rittergut Ottendorf mit folgenden Einzeldenkmalen: vierflügeliger Schlossbau (Nr. 45), drei Wirtschaftsgebäude (Nr. 29/31, 42, 43) und Reste der Einfriedungsmauer (Einzeldenkmale ID-Nr. 09224239) sowie Gutspark (Gartendenkmal) – Schloss mit repräsentativer Tordurchfahrt, Gutspark mit geschnittener Lindenallee und Obstbaumwiese, Fläche des alten geometrischen Gartens und geschnittenen Gehölzen, baugeschichtlich, ortsgeschichtlich und kunstgeschichtlich von Bedeutung. | 09304303 |
| Weitere Bilder                          | Schloss Ottendorf (Einzeldenkmale zu ID-Nr. 09304303) | Ottendorf 29; 31; 42; 43; 45 (Karte) | nach 1500           | Einzeldenkmale der Sachgesamtheit Rittergut Ottendorf: vierflügeliger Schlossbau (Nr. 45), drei Wirtschaftsgebäude (Nr. 29/31, 42, 43) und Reste der Einfriedungsmauer – stattliches Renaissanceschloss mit Gebäudeteilen aus dem 16. und 17. Jh., repräsentative Tordurchfahrt, Volutengiebel, baugeschichtlich, ortsgeschichtlich und kunstgeschichtlich von Bedeutung. | 09224239 |
|                                         | Spritzenhaus und Nebengebäude | Ottendorf 49 (Karte)                 | bez. 1787           | ortsgeschichtlich von Bedeutung | 09224237 |
| Direkt Bild zu diesem Denkmal hochladen | Alte Schule | Ottendorf 51 (Karte)                 | neu bez. 1598       | Schulgebäude, heute Wohnhaus – Putzbau mit Walmdach, baugeschichtlich und ortsgeschichtlich von Bedeutung, abgefaste Fenstergewände | 09224238 |
|                                         | Pfarrhof mit Wohnhaus und Wohnstallhaus | Ottendorf 57; 59 (Karte)             | bez. 1912           | Pfarrhof mit Wohnhaus (Nr. 57), Wohnstallhaus (Nr. 59), davor Steintrog, Hofmauer mit Toreinfahrt und Pforte sowie Pfarrgarten mit Eingangspforte – Wohnhaus Putzbau mit Stilelementen der Neorenaissance und Sitznischenportal, Walmdach, Wohnstallhaus Obergeschoss zum Teil Fachwerk, nach Süden weit ausgedehnter Pfarrgarten, baugeschichtlich und ortsgeschichtlich von Bedeutung. Wohnhaus mit auf Stützen stehendem Vorbau.                                                                   | 09224235 |
| Weitere Bilder                          | Kirche und Kirchhof Ottendorf | Ottendorf 58 (Karte)                 | Kernbau 14. Jh.     | Kirche Ottendorf mit Kirchenausstattung, Kirchhof und Einfriedungsmauer, Kirchhofstor mit vorgelagerter Treppe, sechs Grabmale und Denkmal für die Gefallenen des Ersten Weltkrieges – Saalkirche mit polygonalem Chor und Nordturm, Putzbau, durch Strebepfeiler gegliedert, baugeschichtlich und ortsgeschichtlich von Bedeutung. | 09224236 |
| Direkt Bild zu diesem Denkmal hochladen | Wohnstallhaus, zwei Scheunen und Seitengebäude eines Vierseithofes                                                                                            | Ottendorf 60 (Karte)                 | lt. Auskunft 1894   | Wohnstallhaus, zwei Scheunen (eine bez.) und Seitengebäude eines Vierseithofes sowie Toreinfahrt und Pforte – Putzbauten mit Satteldächern, baugeschichtlich und wirtschaftsgeschichtlich von Bedeutung. | 09224245 |
| Direkt Bild zu diesem Denkmal hochladen | Schule mit Stützmauer und Einfriedung | Ottendorf 66 (Karte)                 | Ende 19. Jh.        | zeittypischer Putzbau mit Gurtgesims und flachem Walmdach, Putzgliederung, baugeschichtlich und ortsgeschichtlich von Bedeutung, mit Stockgesimsen. | 09224247 |
| Direkt Bild zu diesem Denkmal hochladen | Wohnstallhaus und Scheune eines Bauernhofes | Ottendorf 91 (Karte)                 | bez. 1852           | Westliches Wohnstallhaus und östliche Scheune eines Bauernhofes sowie Hofmauer mit Toreinfahrt und Pforte – Wohnstallhaus Obergeschoss Fachwerk, baugeschichtlich, wirtschaftsgeschichtlich und ortsbildprägend von Bedeutung. Wohnstallhaus im Türsturz bezeichnet 1852. | 09224232 |
| Direkt Bild zu diesem Denkmal hochladen | Wohnstallhaus und Scheune eines Dreiseithofes | Ottendorf 92 (Karte)                 | Mitte 19. Jh.       | Östliches Wohnstallhaus und nördliche Scheune eines Dreiseithofes sowie Hofmauer mit Toreinfahrt und Pforte – Putzbauten mit Satteldächern, baugeschichtlich, wirtschaftsgeschichtlich und ortsbildprägend von Bedeutung. | 09224248 |

## Wingendorf
| Bild                                    | Bezeichnung                                                               | Lage                        | Datierung     | Beschreibung | ID       |
| --------------------------------------- | ------------------------------------------------------------------------- | --------------------------- | ------------- | --- | -------- |
| Direkt Bild zu diesem Denkmal hochladen | Wohnstallhaus, Auszugshaus mit Stallgebäude und Scheune eines Bauernhofes | Wingendorf 10 (Karte)       | Mitte 19. Jh. | Wohnstallhaus über winkligem Grundriss, Auszugshaus mit angebautem Stallgebäude und Scheune eines Bauernhofes – Putzbauten mit Satteldächern, baugeschichtlich, wirtschaftsgeschichtlich und ortsbildprägend von Bedeutung. | 09224776 |
| Direkt Bild zu diesem Denkmal hochladen | Bogenbrücke über den Wingendorfer Bach                                    | Wingendorf 10 (bei) (Karte) | 19. Jh.       | Sandstein, baugeschichtlich und ortsgeschichtlich von Bedeutung. | 09224778 |
| Direkt Bild zu diesem Denkmal hochladen | Bogenbrücke über den Wingendorfer Bach                                    | Wingendorf 11 (bei) (Karte) | 19. Jh.       | Sandstein, baugeschichtlich und ortsgeschichtlich von Bedeutung. | 09224779 |

## Ausführliche Denkmaltexte
1. ↑  Evangelische Pfarrkirche Borna. Saalkirche von 1753, im Osten stumpf dreiseitig geschlossen, mit Westturm. Schlichter Bau mit schmalen, hohen Korbbogenfenstern. Der Turm mit geschweifter und gestufter Haube. Putzbau.
Das Innere mit Flachdecke, hier Gemälde der Evangelistensymbole, spätklassizistisch, schon 2. H. 19. Jh. Emporen mit kassettierter Brüstung.
Der Ädikulakanzelaltar 1756 vom Dresdner Hofmarmorierer Andrea Salvatore Aglio aus Arzo (Tessin), aus buntem, teilweise am Ort gebrochenem Marmor ausgeführt, ein Hauptwerk des Dresdner Spätbarocks. – Im Chor imposantes Grabmal für J. Gottlieb von Leyser († 1780) und Gemahlin, Sandstein und Bornaischer Marmor, ein vasenbekrönter Pyramidenstumpf über Sarkophag. (Dehio Sachsen I, 1996)

Kirche mit drei östlichen Annexbauten und Westturm, originale Ausstattung mit hölzernen Emporen, Kanzelaltar (aus Marmor, 1756 von Andrea Salvatore Aglio), „Logen“, Taufstein, Gestühl, Ausmalung und Grabdenkmal (um 1780), Leichenhalle nordöstlich der Kirche

Grabdenkmale:
Grabmal Johanne Christiane Schubert: biedermeierliches Sandsteingrabmal mit zwei Urnen, umrankt von einer Rosengirlande, um 1840,
Wandgrabmal im Reformstil der Zeit um 1910, Sandstein,
Wandgrabmal der Familie Köhler, Säulenarchitektur nach 1918.
2. 1 2  Kalkofen „Kayser’s Schneller“ (1. Hälfte 19. Jh.) später „Hafftmanns Kalkofen“ (1873) auf der Flur Friedrichswalde: Entstehungszeit ggf.1822, spätestens 1857, in Betrieb bis maximal um 1900; Kalkschneller mit drei Brandtrichtern; bildet ein Ensemble mit den Sachgesamtheitsobjekten auf Bornaer Flur; kleine Flamme, Herstellung von Düngekalk; die Kalksteine kamen aus einem gepachteten Kalkbruch auf der Flur des Ofens 5 in Borna. 1857 wurde unmittelbar am Kalkofen ein Wohnhaus (vermutlich Wächterhaus) errichtet, mit dessen Schutt der Ofen wohl später verfüllt wurde.
3. ↑  Evangelische Pfarrkirche Friedrichswalde. Ein Pleban von Friedrichswalde ist 1311 genannt. Die jetzige Kirche ist eine Saalkirche um 1500, mit eingezogenem, langgestrecktem Chor und Westturm. Ersterer am 3/8-Schluss mit Strebepfeilern besetzt, die stumpf spitzbogigen Fenster mit nachgotischem Maßwerk (1566?, Datum am Chor). Der Saal, 1639 ausgebrannt, war 1647 wieder hergestellt, mit rundbogigen Fensterpaaren in Blenden, unterhalb hochrechteckige Fensterpaare. Westgiebel und Westturm neugotisch, 1892, ebenso die Sakristei. Altar und Kanzel neugotisch, von 1892, der neugotische Orgelprospekt von 1905. Spätgotischer schlichter Taufstein. Der Schnitzaltar, um 1520, in Dresden 1945 verbrannt. (Dehio Sachsen I, 1996)

Sandsteingrabmal, Figur eines rastenden Hirten vor Kreuz, Inschrifttafel entfernt, um 1920, Grabanlage der Familie Glier, dreizoniger Wandaufbau mit übergiebeltem Mittelteil, dort Relief mit Wappenkartusche, bezeichnet 1891.
4. ↑  Einfriedung:
nach Norden Stütz- und Einfriedungsmauer aus Sandstein mit integrierten Zaunpfosten aus Sandstein (Zaunfelder aus Holzlatten fehlen), Zufahrtstor mit zwei Pforten ebenfalls aus Sandstein, Pfosten mit profilierter Abdeckplatte aus Sandstein.

Garten (Nebenanlage):
Einfahrt zum Hof von zwei Rosskastanien (Aesculus hippocastanum) flankiert (Torbäume), nördlich und östlich an die Villa anschließender Garten mit altem Gehölzbestand aus u. a. Hänge-Esche (Fraxinus excelsior 'Pendula'), Rosskastanie (Aesculus hippocastanum), Berg-Ahorn (Acer pseudoplatanus), Spitz-Ahorn (Acer platanoides), Stiel-Eiche (Quercus robur), Schwarz-Pappel (Populus nigra) und Silber-Pappel (Populus alba).
5. ↑  Gutspark Gersdorf: landschaftliche Parkanlage aus dem 19. Jahrhundert, Einfriedung: Sandstein-Pfosten des ehemaligen Einfriedungszaunes erhalten, Aussichtspunkt: runde Erhöhung mit Steinfassung in der Nordspitze des Parks, Ausblick zugewachsen, Terrasse mit Stützmauern aus Sandstein und Sandsteintreppe im nördlichen Bereich des Gutsparks – hier befand sich die ehem. Gärtnerei, Teich im Süden der Anlage, wertvoller Altgehölzbestand aus u. a. Esskastanie (Castanea saliva), Platane (Platanus x hispanica), Bergahorn (Acer pseudoplatanus), Trauer-Esche (Fraxinus excelsior 'Pendula'), Rhododendron, Gelände nach Süden hin abfallend, Sichtbeziehungen vom Aussichtspunkt in die Landschaft, der Gutspark ist Ausgangspunkt für einen nach Norden führenden Spazierweg mit Obstbaumallee von der Nordspitze des Parks nach Ottendorf, Störelement: Barackenbau im Südwesten des Parks.
6. ↑  Sog. Gersdorfer Ruine: künstliche Grottenanlage aus Sandsteinblöcken, Bepflanzung mit Flieder (Syringa vulgaris), Hasel (Corylus avellana), Zierkirsche (Prunus spec.), Aussicht zum Rittergut zugewachsen, Gestaltung im Zusammenhang mit dem Gutspark Gersdorf und den von dort in die Umgebung abgehenden Spaziergängen, u. a. zum Bad in Berggießhübel, das ebenfalls dem damaligen Gutsbesitzer von Leyser gehörte.
Lage: Abzweig am Wanderweg „Grüner Punkt“ führt zur Grotte und zur Aussichtsplattform.
7. 1 2 3  Im Jahre 1722 begann man im Kurfürstentum Sachsen mit der Aufstellung der Kursächsischen Postmeilensäulen. Kurfürst Friedrich August I. wollte hierdurch ein zeitgemäßes Verkehrs- und Transportleitsystem im Kurfürstentum aufbauen, um Handel und Wirtschaft zu fördern. Er beauftragte mit Generalvollmacht Magister Adam Friedrich Zürner (1679–1742) mit der Durchführung. Das System der Postmeilensäulen umfasste Distanzsäulen, Viertelmeilensteine, Halb- und Ganzmeilensäulen. Die Distanzsäulen sollten in den Städten vor den Stadttoren, später nur auf den Marktplätzen aufgestellt werden. Entlang der Poststraßen wurden Viertelmeilensteine, Halb- und Ganzmeilensäulen aufgestellt. Sie erhielten eine fortlaufende Nummerierung (Reihennummer), beginnend vom Anfang der Vermessung. Die Ganzmeilensäulen wurden außerhalb der Städte an den Poststraßen im Abstand von 1 Meile (= 9,062 km) aufgestellt. Die Distanzsäulen waren mit dem Monogramm „AR“ für „Augustus Rex“, dem kursächsisch und polnisch-litauischen Doppelwappen sowie der polnischen Königskrone gekennzeichnet. Die Ganzmeilen-, Halbmeilensäulen und Viertelmeilensteine waren alle ähnlich beschriftet, alle trugen kein Wappen, aber das Monogramm „AR“. Die Entfernungsangaben erfolgten in Wegestunden (1 Stunde= ½ Postmeile = 4,531 km). Dieses Meilensystem war das erste europäische Verkehrsleitsystem. Der hier betrachteten Säule kommt als Teil des überregional bedeutenden Postwegesystems eine hohe verkehrsgeschichtliche Bedeutung zu (LfD/2013).
8. 1 2  Kalkofen am Schierschen Kalkbruch („Nentmannsdorfer Ofen“) auf Nentmannsdorfer Flur; in Betrieb ca. 1856 bis max.1919; einziger vollständig erhaltener Kalkofen auf Nentmannsdorfer Flur, dem ursprünglichen Zentrum des Kalkabbaus; kleine Flamme, periodische Betriebsweise, Herstellung von Düngekalk; ein benachbartes Wohnhaus (wohl Wächterhaus) wurde 1919 abgetragen; womöglich ursprünglich mit Schornstein (noch nicht geklärt); vollständig erhalten, saniert nach 1990, gesichert als Fledermausquartier.
9. 1 2  Von Carlowitz’scher Kalkofen (Kalkschneller) im Bahretal, Flur Ottendorf: Entstehungszeit vermutlich um 1800, auffälliger Standort an der Straße; Funktion, Betriebsweise und Nutzung im Sachgesamtheitsdokument ID-Nr. 09304236; der Ofen bildet ein Ensemble mit den auf dem gegenüberliegenden Ufer befindlichen Kalkbruch (mit zwei mittlerweile verstürzten Stollenmundlöchern) sowie dem ca. 100 m entfernten Bergwerk „Grüner Zweig Fundgrube“ (lieferte 1. Hälfte 19. Jh. Schwefelkies an das Vitriolwerk Berggießhübel); Eigentümer war die Familie von Carlowitz als Besitzer des Rittergutes Ottendorf. Nahezu vollständig erhalten, gesichert nach 1990 als Fledermausquartier, inzwischen stark bewachsen.
10. ↑  Anmerkung: Die Gartenflächen gliedern sich in mehrere Teile, einen Lustgarten direkt um das Herrenhaus, einen südlich der Wirtschaftsgebäude gelegenen ummauerten Garten, der wohl zumindest in Teilen zu Küchenzwecken diente, sowie die östlich daran anschließende Obstbaumwiese.

Bauliche Schutzgüter:
Gebäude: Herrenhaus,
Einfriedung: Stützmauer auf der Westseite des Herrenhauses (hebt Garten über die Fahrstraßen),
Sandsteinmauer um den südlich der Wirtschaftsgebäude gelegenen ehem. Garten (Flächen komplett überformt),

Vegetation:
Alleen und Baumreihen: geschnittene Lindenallee, gegenständig, entlang der Außenkante des Gartens am Herrenhaus, in Teilbereichen lückig,
Einzelbäume: im südlich der Wirtschaftsgebäude gelegenen Garten, an dessen Ostseite geschnittene Linden (Tilia spec.) und geschnittene Rosskastanien (Aesculus hippocastanum), Rotdorn (Crataegus laevigata) am südlichen Eingang des Herrenhauses (von ehem. zwei Exemplaren der westliche erhalten),
Hecken und Sträucher: Flieder (Syringa vulgaris),

Sonstige Schutzgüter:
Bodenrelief: Garten um das Herrenhaus eben, Gartenfläche südlich der Wirtschaftsgebäude von Nord nach Süd ansteigend,
Blickbeziehung: zur östlich benachbarten Kirche.
11. ↑  Schloss Ottendorf 

Das ursprünglich als Wasserburg errichtete Schloss Ottendorf gehört neben den Anlagen in Dippoldiswalde, Lauenstein, Lungkwitz und Rottwerndorf zu den charakteristischsten Renaissanceschlössern südlich Dresdens. Die Entstehungsgeschichte des kleinen, malerischen Vierflügelbaus reicht vermutlich bis ins 13. Jahrhundert zurück. Zwischen 1350 und 1405 sind die Kapler von Sullwitz als erster Besitzer nachgewiesen. Der Familie Kapler von Sullwitz folgten im Laufe der Jahrhunderte mehrere Adelsgeschlechter mit klangvollen Namen, wie die von Bernstein, von Lindenau, von Bünau, von Metzsch und von Carlowitz. Wappen der Familien von Bernstein und von Carlowitz zieren neben weiterer Heraldik die Hofseite gegenüber der Toreinfahrt. 

In seiner heutigen Form geht das Ottendorfer Schloss vor allem auf das 16. und 17. Jahrhundert zurück. Dabei gibt es eine zeitliche Zäsur zwischen den drei hufeisenförmig angeordneten Renaissanceflügeln im Westen, Norden und Osten mit volutengeschmückten Giebeln und Zwerchhäusern sowie dem südlichen Gebäude mit repräsentativer Tordurchfahrt. Abgesehen von den genannten Bauteilen weisen auch einige Interieurs der Renaissanceflügel (Wandmalerei, eine bemalte Balkendecke, Fensterbögen auf Kämpfern usw.) auf eine Entstehungszeit im 16. Jahrhundert hin. Nach den Stabwerkgewänden an der Westfront und im dahinter befindlichen „Rittersaal“ urteilend, könnte ihr westlicher Trakt sogar vor 1500 entstanden sein. Laut einer älteren Quelle wurde das Schloss 1486 nach einem Brand wieder aufgebaut. Möglicherweise ist der östliche, relativ selbständig wirkende Flügel erst nach 1600 hinzugekommen. Die Renaissancegebäude ließen die damaligen Besitzer, die Familien von Bünau, von Metzsch oder von Carlowitz, in der zweiten Hälfte des 17. Jahrhunderts durch einen winkelförmigen Bau (der Spätrenaissance bzw. des Frühbarock) mit Zugbrückenanlage schließen, so dass ein etwa quadratischer Innenhof entstand. Der stattliche neunachsige Südflügel wird durch ein Walmdach mit Fledermausgaupen geschlossen. Das Einfahrtsportal beleben zwei Pilaster und ein flacher Dreiecksgiebel mit Ziermuschel. Dahinter verbirgt sich eine kreuzgratgewölbte Halle mit zwei seitlichen, gestalterisch hervorgehobenen Zugängen. 

Das Innere der Vierflügelanlage wurde im Barock umgestaltet. Hiervon zeugen mehrere Stuckdecken mit Kehlen und einfacher Profilierung, die nordöstliche Treppenanlage aus massiven Stufen und eigenwillig gestaltetem Geländer sowie unterschiedliche Ausmalungen (Friese, Marmorierungen usw.). Von größerer Bedeutung ist jedoch die Ausstattung aus dem 16. Jahrhundert, wie die bereits erwähnte Wandmalerei. Die um 1520 entstandene Arbeit zeigt zwei, von einem senkrechten Balken getrennte Szenen, darunter eine sogen. „Einhornjagd“. Auf der anderen Darstellung erscheinen drei Figurengruppen vor einem Gebäude mit Quadermauerwerk. Der im Mittelpunkt agierende Tod könnte auf einen Totentanz deuten. Erwähnenswert ist auch die bemalte Holzbalkendecke im Obergeschoß des Südflügels. Sie wird von einer üppigen floralen Ornamentik belebt. 

Das Ottendorfer Schloss zählt zu den bedeutenderen Kulturdenkmalen im Kreis Sächsische Schweiz. Dabei ist es als ursprünglich erhaltenes Beispiel sächsischer Schlossbaukunst insbesondere der Renaissance sogar überregional von Belang. Die vor allem im 16. und im 17. Jahrhundert entstandene Vierflügelanlage zeigt typische Merkmale der sächsischen Renaissance wie regelmäßige Fassaden mit Fensterachsen, profilierte Fenstergewände und volutengeschmückte Giebel sowie Zwerchhäuser. Ihr kulturhistorische Wert erfährt durch die mittlerweile entstandenen Verluste an sächsischen Herrenhäusern und Schlössern, ca. 180–200 Bauten sind seit 1945 verloren gegangen, zudem eine Steigerung. Von herausragender kunsthistorischer Bedeutung sind die Interieurs aus dem 16. Jahrhundert, insbesondere die um 1520 entstandene qualitätvolle Wandmalerei. Derartige Arbeiten sind im Profanbau selten zu finden. Auch aus ikonographischer Sicht erscheint sie singulär. Gemeinsam mit der benachbarten Kirche ist das Schloss zudem wichtig für das Ortsbild Ottendorfs. Beide bilden ein unverwechselbares, identitätsstiftendes Ensemble (baulicher Mittelpunkt). Hinzu kommt die einzigartige Bedeutung der gesamten Anlage für die Geschichte des Ortes und der Region. Der schlossartige, bis um 1751 ummauerter Rittersitz verschiedener Adelsfamilien fungierte jahrhundertelang als ein feudales Zentrum, dem die benachbarten Dörfer Nentmannsdorf, Dohma, Gersdorf, Göppersdorf und Hartmannsbach dienst- und abgabepflichtig unterstanden. 

Am Beispiel des Schlosses lässt sich ein bedeutender Abschnitt der fast tausendjährigen Geschichte von Ottendorf anschaulich machen. Hinzu kommt der Erinnerungswert, den die Anlage für die Historie der hier residierenden Geschlechter hat sowie die damit verbundenen generellen sozialgeschichtlichen Aussagen zur damals vorherrschenden Lebenskultur des Feudaladels. Abgesehen davon haben einige der hiesigen Geschlechter eine bedeutende Rolle in der Geschichte Sachsens gespielt, so die alten und güterreichen Geschlechter der von Bünau und von Lindenau, die im Laufe ihrer Geschichte in den Reichsgrafenstand erhoben wurden. Aber auch die Vertreter der Familie von Carlowitz hatten hohe Ämter inne. Unter ihnen findet sich eine Königl. Sächs. Kammerherr und Ober-Floß-Aufseher, ein Königl. Sächs. Kammerjunker, Regierungsassessor und Domherr zu Merseburg usw. Die Bedeutung des Ottendorfer Schlosses ist in das Bewußtsein eines breiten Kreises von Sachverständigen und mit Sicherheit auch größerer Teile der Bevölkerung eingegangen, wie neben anderem auch die zahlreiche Literatur (siehe u. a. die nachfolgende Auflistung) belegt. 

Literatur:
  1. Buchwald, D. G. (Hrsg.): Neue Sächsische Kirchengalerie, Ephorie Pirna. Leipzig 1903, S. 334–350.
  2. Kneschke, Ernst Heinrich: Neuses deutsches Adels-Lexicon. II. und V. Band. Leipzig 1860.
  3. Meiche, A.: Historisch-topografische Beschreibung der Amtshauptmannschaft Pirna. Dresden 1927, S. 206–208.
  4. Poenicke, G. A.: Album der Rittergüter und Schlösser im Königreich Sachsen. II. Section. Meissner Kreis. Leipzig 1862, S. 191 ff.
  5. Steche, R.: Beschreibende Darstellung der älteren Bau- und Kunstdenkmäler des Königreichs Sachsen. Amtshauptmannschaft Pirna. Dresden 1882, S. 55.
  6. Stenzel, Eric: Die Konservierung und Restaurierung der mittelalterlichen Wandmalereien im Schloß Ottendorf/Friedrichswalde. Diplomarbeit Hochschule für Bildende Künste Dresden. Dresden 1991.
  7. Besonders gefährdete Kulturdenkmale im Freistaat Sachsen. Schlösser und Herrenhäuser. Dresden 1994, S. 122–123.
  8. Georg Dehio. Handbuch der deutschen Kunstdenkmäler. Sachsen I. Regierungsbezirk Dresden. München 1996, S. 677.
  9. Sachsens Kirchen-Galerie. Vierter Band. Dresden o. J., S. 102.
  10. Um Gottleuba, Berggießhübel und Liebstadt. Werte der deutschen Heimat. Band 4. Berlin 1961, S. 25–26.
12. ↑  Evangelische Pfarrkirche Ottendorf. Saalkirche vom E. 14. Jh., der eingezogene Chor mit 5/8-Schluss, Chorwinkelturn an der Nordseite. Restaurierung 1974–1981. Das Äußere durch Strebepfeiler gegliedert. Die Chorfenster mit reichem, zierlichem Maßwerk, Ende 14. Jh., die rundbogigen Fenster im Schiff mit nachgotischem Maßwerk. Der wuchtige Turm mit hohen, paarig angeordneten rundbogigen Schallöffnungen im obersten Geschoß endet in einer pyramidal schließenden Haube von 1900, mit Uhren tragenden Lukarnen. Der Chor über Stufen erhöht, mit weit herabgezogenen Kreuzrippengewölben auf Diensten. Die Kreuzgewölbe des zweijochigen Saales 1698 erneuert. Im Chor Wandgemälde der Apostel und Evangelisten, um 1500, 1975 freigelegt. Emporenbrüstungen mit guten, in Gelb/Rot gemalten biblischen Szenen in Medaillonform, Ende 17. Jhdt. Der Altar gestiftet 1591, mit paarigen Säulen, die Holzreliefs von Franz Ditterich d. Ä. zeigen Abendmahl, Kreuzigung und Auferstehung Christi. Die hölzerne Kanzel, auch sie von 1591, mit Reliefs: Himmelfahrt Christi, Pfingsten, Bekehrung des Paulus, Weltgericht, von F. Ditterich d. Ä. Schlichter Taufstein, klassizistisch, Sandstein. Tafelbild des Hans von Lindenau, von Lucas Cranach d. J., bezeichnet 1581 (restauriert 1993). – Unter den Grabmälern zu erwähnen sind spätgotische Wappensteine am Äußeren. Im Chor und im Schiff je zwei aufwendig gestaltete, prunkvolle Epitaphien, für Familie von Carlowitz (1723 und 1748), mit Skulpturen von Tugenden. (Dehio Sachsen I, 1996). 

Kirchhofsmauer aus Sandstein mit Torpfeilern und Gitter. 

Grabmale auf dem Kirchhof:
  1. biedermeierliches Grabmal in Form eines Baumstumpfs, Sandstein, um 1840,
  2. biedermeierliches Grabmal in Form eines Säulenstumpfs mit Medaillons, Sandstein, um 1840,
  3. zwei Grabmale an der Kirchenwand mit Wappen, Sandstein, um 1500,
  4. zwei Grabmale an der Kirchenwand, vermutlich für zwei Pfarrer der Gemeinde, Sandstein, um 1500.